# Crassula multicava
Crassula multicava es una especie de planta suculenta perenne, perteneciente a la familia de las Crassulaceae y al género de las Crassula. Es a menudo conocida como "Orgullo de Londres" o "Crásula multicava". Fue clasificada por Charles Lemaire y lleva en su nombre la denominación multicava por las punteaduras que posee en sus hojas.
Esta planta es nativa de la montañosa región de Natal, Sudáfrica, florece en primavera, alcanza una altura promedio de quince centímetros y se puede cultivar en macetas.
Es una especie resistente a las sequías y a las temperaturas bajas superiores a -3 °C. También resiste la falta de luz pero eso incide negativamente en su colorido o en la calidad de las flores. Se puede multiplicar por esquejes durante la primavera.